# Limestone Coast

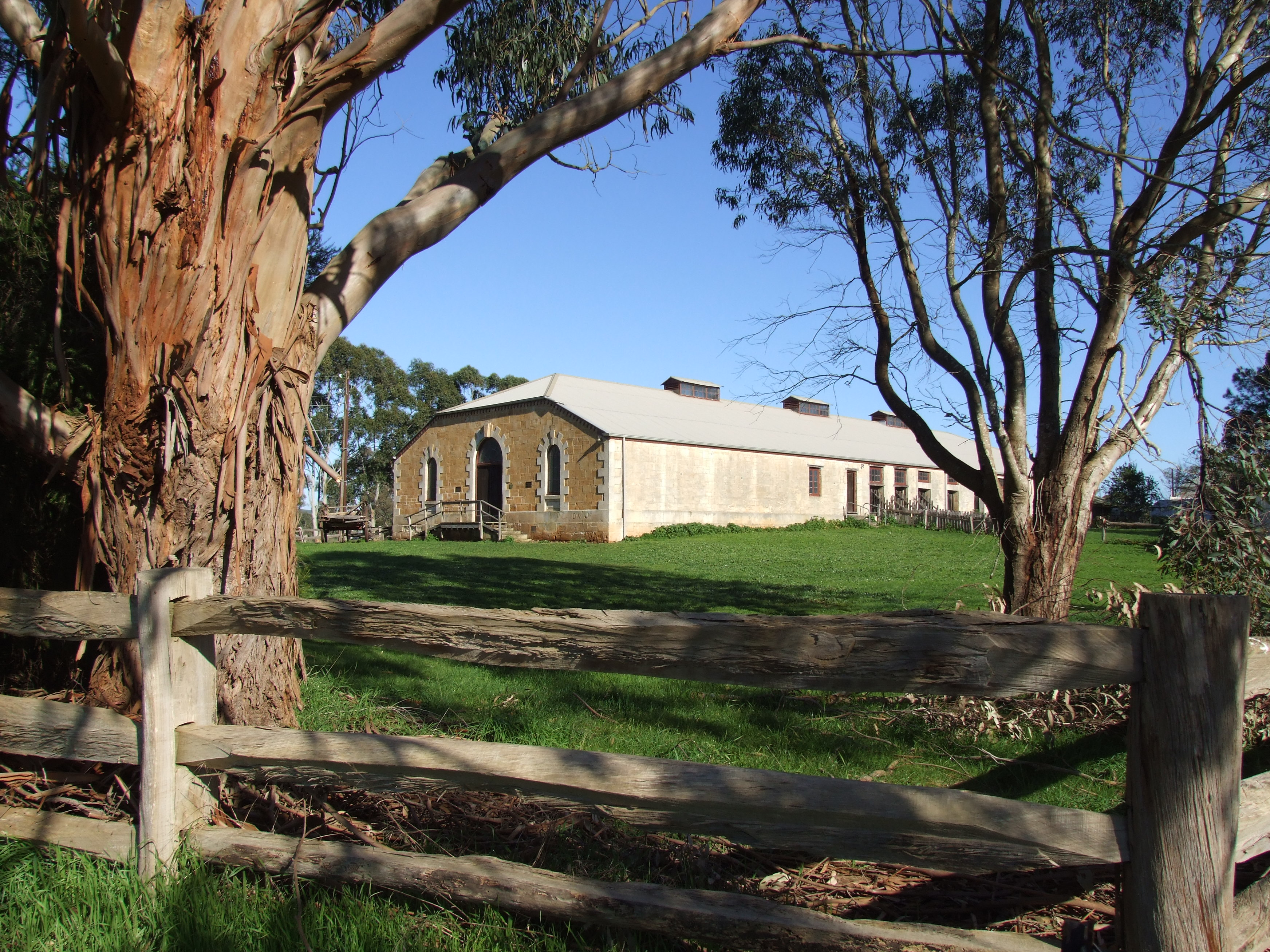
Le Glencoe Woolshed a à peine changé en plus de 150 ans.

La Limestone Coast (la côte de calcaire) est une région d'Australie-Méridionale en Australie.
La région inclut les villes de Bordertown,  Keith, Millicent, Mount Gambier, Penola, Naracoorte, les stations balnéaires de Beachport, Kingston et Robe, et les régions viticoles de Coonawarra, Padthaway, Wrattonbully et Mount Benson.

## Lien externe

Limestone Coast près de Robe, South Australia, avec l'obélisque du cap Dombey. Février 2023.